# Historique du parcours européen du Rapid Vienne
Cet article présente les différentes campagnes européennes réalisées par le Rapid Vienne depuis sa première participation à la Coupe des clubs champions européens en 1955.
Durant son histoire, le club atteint par deux fois la finale de la Coupe des coupes, d'abord en 1985, perdue contre Everton, puis onze ans plus tard en 1996, où il s'incline cette fois face au Paris Saint-Germain. Le Rapid prend par ailleurs part aux demi-finales de la Coupe des clubs champions en 1961 avant d'être éliminé par Benfica.

## Histoire
Le Rapid Vienne prend part à ses premières compétitions internationales durant les années 1920 et 1930 en participant régulièrement à la Coupe Mitropa, qu'il remporte notamment en 1930 et dont il atteint également la finale lors des deux premières éditions de 1927 et 1928 puis plus tard en 1956.
Le club participe pour la première fois à une compétition de l'UEFA en 1955 en étant invité à la première édition de la Coupe des clubs champions européens, bien qu'il n'ait finit que troisième du championnat autrichien la saison précédente. Pour ses débuts européens, le Rapid élimine dans un premier temps les Néerlandais du PSV Eindhoven sur le score de 6-2 avant d'être lourdement battu par l'équipe italienne du Milan AC en quarts de finale (3-8), subissant notamment un revers 7-2 en Italie au match retour.
Les performances domestiques du club lui permettent par la suite de se qualifier à la plupart des premières éditions de la compétition, où il réalise son parcours le plus notable lors de la saison 1960-1961. Durant celle-ci, le Rapid parvient à se défaire successivement du Beşiktaş, de Wismut Karl-Marx-Stadt et du Malmö FF pour accéder aux demi-finales où il doit finalement s'incliner face au Benfica après deux défaites 3-0. Durant les années qui suivent, il atteint notamment les quarts de finale de la Coupe des coupes en 1967 puis de la C1 en 1969, étant battu respectivement par le Bayern Munich et Manchester United à ces deux occasions.
Après des années 1970 dénuées de parcours notables, le Rapid finit par retrouver le stade des quarts de finale en Coupe des clubs champions en 1984, s'inclinant face à Dundee United. La saison 1984-1985 qui s'ensuit voit le club prendre part à la Coupe des coupes et battre successivement le Beşiktaş, le Celtic Glasgow, le Dynamo Dresde et le Dynamo Moscou pour accéder à sa première finale européenne. Confronté aux Anglais d'Everton, l'équipe autrichienne doit cependant s'incliner à ce stade sur le score de 3 buts à 1, Hans Krankl marquant l'unique but des Viennois. Lors de l'exercice suivant, le Rapid parvient à atteindre les quarts de finale avant d'être battu lourdement par le Dynamo Kiev (2-9).
Le club doit par la suite attendre la saison 1995-1996 pour connaître une nouvelle épopée européenne notable, une fois de plus en Coupe des coupes, où il élimine le Petrolul Ploiești, le Sporting Portugal, le Dynamo Moscou et le Feyenoord Rotterdam pour prendre part à sa deuxième finale européenne, onze ans après celle de 1985. Opposé cette fois au club français du Paris Saint-Germain, les Viennois échouent une fois de plus à l'emporter, s'inclinant sur le score de 1-0.
La saison suivant cette dernière performance, le Rapid se qualifie pour la première fois en phase de groupes de la Ligue des champions, battant pour ce faire l'équipe ukrainienne du Dynamo Kiev en phase préliminaire. Le club termine par la suite largement dernier du groupe C composé de la Juventus, Manchester United et Fenerbahçe avec un bilan de deux matchs nuls pour quatre défaites. Il doit ensuite attendre la saison 2005-2006 pour retrouver les groupes de Ligue des champions pour la deuxième et dernière fois, terminant une fois de plus dernier d'un groupe A contenant le Bayern Munich, la Juventus et le Club Bruges avec cette fois six défaites en autant de matchs.
Depuis lors, le Rapid prend régulièrement part à la Ligue Europa dans laquelle il participe à la phase de groupes par neuf fois à la phase de groupes depuis 2009. Il ne parvient cependant à atteindre la phase finale de la compétition que deux fois en 2016 et en 2019, étant éliminé dès les seizièmes de finale dans les deux cas par Valence puis l'Inter Milan.

## Résultats en compétitions européennes

### Légende du tableau
| Vainqueur de la compétition | Victoire ou qualification | Match nul | Défaite ou élimination |

### Résultats
Note : dans les résultats ci-dessous, le score du club est toujours donné en premier.
| Saison    | Compétition                | Tour                | Club                        | Domicile | Extérieur | Total             |
| --------- | -------------------------- | ------------------- | --------------------------- | -------- | --------- | ----------------- |
| 1955-1956 | Coupe des clubs champions  | Huitièmes de finale | PSV Eindhoven               | 6 - 1    | 0 - 1     | 6 - 2             |
| 1955-1956 | Coupe des clubs champions  | Quarts de finale    | AC Milan                    | 1 - 1    | 2 - 7     | 3 - 8             |
| 1956-1957 | Coupe des clubs champions  | Huitièmes de finale | Real Madrid                 | 3 - 1    | 2 - 4     | 5 - 5 0 - 2       |
| 1957-1958 | Coupe des clubs champions  | Tour préliminaire   | AC Milan                    | 5 - 2    | 1 - 4     | 6 - 6 2 - 4       |
| 1960-1961 | Coupe des clubs champions  | Tour préliminaire   | Beşiktaş JK                 | 4 - 0    | 0 - 1     | 4 - 1             |
| 1960-1961 | Coupe des clubs champions  | Huitièmes de finale | Wismut Karl-Marx-Stadt      | 3 - 1    | 0 - 2     | 3 - 3 1 - 0       |
| 1960-1961 | Coupe des clubs champions  | Quarts de finale    | Malmö FF                    | 2 - 0    | 2 - 0     | 4 - 0             |
| 1960-1961 | Coupe des clubs champions  | Demi-finales        | Benfica Lisbonne            | 0 - 3    | 0 - 3     | 0 - 6             |
| 1961-1962 | Coupe des coupes           | Tour préliminaire   | Spartak Varna               | 0 - 0    | 5 - 2     | 5 - 2             |
| 1961-1962 | Coupe des coupes           | Huitièmes de finale | ACF Fiorentina              | 2 - 6    | 1 - 3     | 3 - 9             |
| 1962-1963 | Coupe des villes de foires | Seizièmes de finale | Étoile rouge de Belgrade    | 1 - 1    | 0 - 1     | 1 - 2             |
| 1963-1964 | Coupe des villes de foires | Seizièmes de finale | RC France                   | 1 - 0    | 3 - 2     | 4 - 2             |
| 1963-1964 | Coupe des villes de foires | Huitièmes de finale | Valence CF                  | 0 - 0    | 2 - 3     | 2 - 3             |
| 1964-1965 | Coupe des clubs champions  | Seizièmes de finale | Shamrock Rovers             | 3 - 0    | 2 - 0     | 5 - 0             |
| 1964-1965 | Coupe des clubs champions  | Huitièmes de finale | Rangers FC                  | 0 - 2    | 0 - 1     | 0 - 3             |
| 1966-1967 | Coupe des coupes           | Seizièmes de finale | Galatasaray SK              | 4 - 0    | 5 - 3     | 9 - 3             |
| 1966-1967 | Coupe des coupes           | Huitièmes de finale | Spartak Moscou              | 1 - 0    | 1 - 1     | 2 - 1             |
| 1966-1967 | Coupe des coupes           | Quarts de finale    | Bayern Munich               | 1 - 0    | 0 - 2 ap  | 0 - 1             |
| 1967-1968 | Coupe des clubs champions  | Seizièmes de finale | Beşiktaş JK                 | 3 - 0    | 1 - 0     | 4 - 0             |
| 1967-1968 | Coupe des clubs champions  | Huitièmes de finale | Eintracht Brunswick         | 1 - 0    | 0 - 2     | 1 - 2             |
| 1968-1969 | Coupe des clubs champions  | Seizièmes de finale | Rosenborg BK                | 3 - 3    | 3 - 1     | 6 - 4             |
| 1968-1969 | Coupe des clubs champions  | Huitièmes de finale | Real Madrid                 | 1 - 0    | 1 - 2     | 2E - 2            |
| 1968-1969 | Coupe des clubs champions  | Quarts de finale    | Manchester United           | 0 - 0    | 0 - 3     | 0 - 3             |
| 1969-1970 | Coupe des coupes           | Tour préliminaire   | Torpedo Moscou              | 0 - 0    | 1 - 1     | 1E - 1            |
| 1969-1970 | Coupe des coupes           | Seizièmes de finale | PSV Eindhoven               | 1 - 2    | 2 - 4     | 3 - 6             |
| 1971-1972 | Coupe UEFA                 | Premier tour        | Dinamo Zagreb               | 0 - 0    | 2 - 2     | 2E - 2            |
| 1971-1972 | Coupe UEFA                 | Seizièmes de finale | Juventus FC                 | 0 - 1    | 1 - 4     | 1 - 5             |
| 1972-1973 | Coupe des coupes           | Seizièmes de finale | PAOK Salonique              | 0 - 0    | 2 - 2     | 2E - 2            |
| 1972-1973 | Coupe des coupes           | Huitièmes de finale | Rapid Bucarest              | 1 - 1    | 1 - 3     | 2 - 4             |
| 1973-1974 | Coupe des coupes           | Seizièmes de finale | Randers FC                  | 2 - 1    | 0 - 0     | 2 - 1             |
| 1973-1974 | Coupe des coupes           | Huitièmes de finale | AC Milan                    | 0 - 2    | 0 - 0     | 0 - 2             |
| 1974-1975 | Coupe UEFA                 | Premier tour        | Aris Salonique              | 3 - 1    | 0 - 1     | 3 - 2             |
| 1974-1975 | Coupe UEFA                 | Seizièmes de finale | Velez Mostar                | 1 - 1    | 0 - 1     | 1 - 2             |
| 1975-1976 | Coupe UEFA                 | Premier tour        | Galatasaray SK              | 1 - 0    | 1 - 3     | 2 - 3             |
| 1976-1977 | Coupe des coupes           | Seizièmes de finale | Atletico de Madrid          | 1 - 2    | 1 - 1     | 2 - 3             |
| 1977-1978 | Coupe UEFA                 | Premier tour        | TJ Internacionál Bratislava | 1 - 0    | 0 - 3     | 1 - 3             |
| 1978-1979 | Coupe UEFA                 | Premier tour        | Hajduk Split                | 2 - 1    | 0 - 2     | 2 - 3             |
| 1979-1980 | Coupe UEFA                 | Premier tour        | Diósgyőri VTK               | 0 - 1    | 2 - 3     | 2 - 4             |
| 1981-1982 | Coupe UEFA                 | Premier tour        | Fehérvár FC                 | 2 - 2    | 2 - 0     | 4 - 2             |
| 1981-1982 | Coupe UEFA                 | Seizièmes de finale | PSV Eindhoven               | 1 - 0    | 1 - 2     | 2E - 2            |
| 1981-1982 | Coupe UEFA                 | Huitièmes de finale | Real Madrid                 | 0 - 1    | 0 - 0     | 0 - 1             |
| 1982-1983 | Coupe des clubs champions  | Seizièmes de finale | Avenir Beggen               | 8 - 0    | 5 - 0     | 13 - 0            |
| 1982-1983 | Coupe des clubs champions  | Huitièmes de finale | Widzew Łódź                 | 2 - 1    | 3 - 5     | 5 - 6             |
| 1983-1984 | Coupe des clubs champions  | Seizièmes de finale | FC Nantes                   | 3 - 0    | 1 - 3     | 4 - 3             |
| 1983-1984 | Coupe des clubs champions  | Huitièmes de finale | Bohemians ČKD Prague        | 1 - 0    | 1 - 2     | 2E - 2            |
| 1983-1984 | Coupe des clubs champions  | Quarts de finale    | Dundee United               | 2 - 1    | 0 - 1     | 2 - 2E            |
| 1984-1985 | Coupe des coupes           | Seizièmes de finale | Beşiktaş JK                 | 4 - 1    | 1 - 1     | 5 - 2             |
| 1984-1985 | Coupe des coupes           | Huitièmes de finale | Celtic FC                   | 3 - 1    | 1 - 0     | 4 - 1             |
| 1984-1985 | Coupe des coupes           | Quarts de finale    | Dynamo Dresde               | 5 - 0    | 0 - 3     | 5 - 3             |
| 1984-1985 | Coupe des coupes           | Demi-finales        | Dynamo Moscou               | 3 - 1    | 1 - 1     | 4 - 2             |
| 1984-1985 | Coupe des coupes           | Finale              | Everton FC                  | 1 - 3    | 1 - 3     | 1 - 3             |
| 1985-1986 | Coupe des coupes           | Seizièmes de finale | Tatabanya Banyasz           | 5 - 0    | 1 - 1     | 6 - 1             |
| 1985-1986 | Coupe des coupes           | Huitièmes de finale | Fram Reykjavik              | 3 - 0    | 1 - 2     | 4 - 2             |
| 1985-1986 | Coupe des coupes           | Quarts de finale    | Dynamo Kiev                 | 1 - 4    | 1 - 5     | 1 - 9             |
| 1986-1987 | Coupe des coupes           | Seizièmes de finale | Club Bruges KV              | 4 - 3    | 3 - 3     | 7 - 6             |
| 1986-1987 | Coupe des coupes           | Huitièmes de finale | Lokomotive Leipzig          | 1 - 1    | 1 - 2 ap  | 2 - 3             |
| 1987-1988 | Coupe des clubs champions  | Seizièmes de finale | Ħamrun Spartans             | 6 - 0    | 1 - 0     | 7 - 0             |
| 1987-1988 | Coupe des clubs champions  | Huitièmes de finale | PSV Eindhoven               | 1 - 2    | 0 - 2     | 1 - 4             |
| 1988-1989 | Coupe des clubs champions  | Seizièmes de finale | Galatasaray SK              | 2 - 1    | 0 - 2     | 2 - 3             |
| 1989-1990 | Coupe UEFA                 | Premier tour        | Aberdeen FC                 | 1 - 0    | 1 - 2     | 2E - 2            |
| 1989-1990 | Coupe UEFA                 | Seizièmes de finale | Club Bruges KV              | 4 - 3    | 2 - 1     | 6 - 4             |
| 1989-1990 | Coupe UEFA                 | Huitièmes de finale | RFC Liège                   | 1 - 0    | 1 - 3     | 2 - 3             |
| 1990-1991 | Coupe UEFA                 | Premier tour        | Inter Milan                 | 2 - 1    | 1 - 3 ap  | 3 - 4             |
| 1992-1993 | Coupe UEFA                 | Premier tour        | Dynamo Kiev                 | 3 - 2    | 0 - 1     | 3 - 3E            |
| 1995-1996 | Coupe des coupes           | Seizièmes de finale | Petrolul Ploiești           | 3 - 1    | 0 - 0     | 3 - 1             |
| 1995-1996 | Coupe des coupes           | Huitièmes de finale | Sporting Portugal           | 4 - 0 ap | 0 - 2     | 4 - 2             |
| 1995-1996 | Coupe des coupes           | Quarts de finale    | Dynamo Moscou               | 3 - 0    | 1 - 0     | 4 - 0             |
| 1995-1996 | Coupe des coupes           | Demi-finales        | Feyenoord Rotterdam         | 3 - 0    | 1 - 1     | 4 - 1             |
| 1995-1996 | Coupe des coupes           | Finale              | Paris Saint-Germain         | 0 - 1    | 0 - 1     | 0 - 1             |
| 1996-1997 | Ligue des champions        | Tour préliminaire   | Dynamo Kiev                 | 2 - 0    | 4 - 2     | 6 - 2             |
| 1996-1997 | Ligue des champions        | Groupe C            | Fenerbahçe SK               | 1 - 1    | 0 - 1     | Quatrième         |
| 1996-1997 | Ligue des champions        | Groupe C            | Manchester United           | 0 - 2    | 0 - 2     | Quatrième         |
| 1996-1997 | Ligue des champions        | Groupe C            | Juventus FC                 | 1 - 1    | 0 - 5     | Quatrième         |
| 1997-1998 | Coupe UEFA                 | Deuxième tour Q     | FC Brno                     | 6 - 1    | 0 - 2     | 6 - 3             |
| 1997-1998 | Coupe UEFA                 | Premier tour        | Hapoël Petah-Tikva          | 1 - 0    | 1 - 1     | 2 - 1             |
| 1997-1998 | Coupe UEFA                 | Seizièmes de finale | TSV Munich 1860             | 3 - 0    | 1 - 2     | 4 - 2             |
| 1997-1998 | Coupe UEFA                 | Huitièmes de finale | Lazio Rome                  | 0 - 2    | 0 - 1     | 0 - 3             |
| 1998-1999 | Coupe UEFA                 | Deuxième tour Q     | Omonia Nicosie              | 2 - 0    | 1 - 3     | 3E - 3            |
| 1998-1999 | Coupe UEFA                 | Premier tour        | Girondins de Bordeaux       | 1 - 2    | 1 - 1     | 2 - 3             |
| 1999-2000 | Ligue des champions        | Troisième tour Q    | Valletta FC                 | 3 - 0    | 2 - 0     | 5 - 0             |
| 1999-2000 | Ligue des champions        | Troisième tour Q    | Galatasaray SK              | 0 - 3    | 0 - 1     | 0 - 4             |
| 1999-2000 | Coupe UEFA                 | Premier tour        | Inter Bratislava            | 1 - 2    | 0 - 1     | 1 - 3             |
| 2000-2001 | Coupe UEFA                 | Tour préliminaire   | Teuta Durrës                | 2 - 0    | 4 - 0     | 6 - 0             |
| 2000-2001 | Coupe UEFA                 | Premier tour        | Örgryte IS                  | 3 - 0    | 1 - 1     | 4 - 1             |
| 2000-2001 | Coupe UEFA                 | Deuxième tour       | NK Osijek                   | 0 - 2    | 1 - 2     | 1 - 4             |
| 2001-2002 | Coupe UEFA                 | Tour préliminaire   | SS Cosmos                   | 2 - 0    | 1 - 0     | 3 - 0             |
| 2001-2002 | Coupe UEFA                 | Premier tour        | Partizan Belgrade           | 5 - 1    | 0 - 1     | 5 - 2             |
| 2001-2002 | Coupe UEFA                 | Deuxième tour       | Paris Saint-Germain         | 2 - 2    | 0 - 4     | 2 - 6             |
| 2004-2005 | Coupe UEFA                 | Tour préliminaire   | Rubin Kazan                 | 0 - 2    | 3 - 0     | 3 - 2             |
| 2004-2005 | Coupe UEFA                 | Premier tour        | Sporting Portugal           | 0 - 0    | 0 - 2     | 0 - 2             |
| 2005-2006 | Ligue des champions        | Deuxième tour Q     | F91 Dudelange               | 3 - 2    | 6 - 1     | 9 - 3             |
| 2005-2006 | Ligue des champions        | Troisième tour Q    | Lokomotiv Moscou            | 1 - 1    | 1 - 0     | 2 - 1             |
| 2005-2006 | Ligue des champions        | Groupe A            | Bayern Munich               | 0 - 1    | 0 - 4     | Quatrième         |
| 2005-2006 | Ligue des champions        | Groupe A            | Juventus FC                 | 1 - 3    | 0 - 3     | Quatrième         |
| 2005-2006 | Ligue des champions        | Groupe A            | Club Bruges KV              | 0 - 1    | 2 - 3     | Quatrième         |
| 2007      | Coupe Intertoto            | Deuxième tour       | Slovan Bratislava           | 3 - 1    | 0 - 1     | 3 - 2             |
| 2007      | Coupe Intertoto            | Troisième tour      | Rubin Kazan                 | 3 - 1    | 0 - 0     | 3 - 1             |
| 2007-2008 | Coupe UEFA                 | Deuxième tour Q     | Dinamo Tbilissi             | 5 - 0    | 3 - 0     | 8 - 0             |
| 2007-2008 | Coupe UEFA                 | Premier tour        | RSC Anderlecht              | 0 - 1    | 1 - 1     | 1 - 2             |
| 2008-2009 | Ligue des champions        | Deuxième tour Q     | Anórthosis Famagouste       | 3 - 1    | 0 - 3     | 3 - 4             |
| 2009-2010 | Ligue Europa               | Deuxième tour Q     | Vllaznia Shkodër            | 5 - 0    | 3 - 0     | 8 - 0             |
| 2009-2010 | Ligue Europa               | Troisième tour Q    | APOP Kinyras Peyias         | 2 - 1    | 2 - 2 ap  | 4 - 3             |
| 2009-2010 | Ligue Europa               | Barrages Q          | Aston Villa                 | 1 - 0    | 1 - 2     | 2E - 2            |
| 2009-2010 | Ligue Europa               | Groupe C            | Hambourg SV                 | 3 - 0    | 0 - 2     | Quatrième         |
| 2009-2010 | Ligue Europa               | Groupe C            | Celtic FC                   | 3 - 3    | 1 - 1     | Quatrième         |
| 2009-2010 | Ligue Europa               | Groupe C            | Hapoël Tel-Aviv             | 0 - 3    | 1 - 5     | Quatrième         |
| 2010-2011 | Ligue Europa               | Deuxième tour Q     | Sūduva Marijampolė          | 4 - 2    | 2 - 0     | 6 - 2             |
| 2010-2011 | Ligue Europa               | Troisième tour Q    | Beroe Stara Zagora          | 3 - 0    | 1 - 1     | 4 - 1             |
| 2010-2011 | Ligue Europa               | Barrages Q          | Aston Villa                 | 1 - 1    | 3 - 2     | 4 - 3             |
| 2010-2011 | Ligue Europa               | Groupe L            | FC Porto                    | 1 - 3    | 0 - 3     | Troisième         |
| 2010-2011 | Ligue Europa               | Groupe L            | Beşiktaş JK                 | 1 - 2    | 0 - 2     | Troisième         |
| 2010-2011 | Ligue Europa               | Groupe L            | CSKA Sofia                  | 1 - 2    | 2 - 0     | Troisième         |
| 2012-2013 | Ligue Europa               | Troisième tour Q    | Vojvodina Novi Sad          | 2 - 0    | 1 - 2     | 3 - 2             |
| 2012-2013 | Ligue Europa               | Barrages Q          | PAOK Salonique              | 3 - 0    | 1 - 2     | 4 - 2             |
| 2012-2013 | Ligue Europa               | Groupe K            | Rosenborg BK                | 1 - 2    | 2 - 3     | Quatrième         |
| 2012-2013 | Ligue Europa               | Groupe K            | Metalist Kharkiv            | 1 - 0    | 0 - 2     | Quatrième         |
| 2012-2013 | Ligue Europa               | Groupe K            | Bayer Leverkusen            | 0 - 4    | 0 - 3     | Quatrième         |
| 2013-2014 | Ligue Europa               | Troisième tour Q    | Asteras Tripolis            | 3 - 1    | 1 - 1     | 4 - 2             |
| 2013-2014 | Ligue Europa               | Barrages Q          | Dila Gori                   | 1 - 0    | 3 - 0     | 4 - 0             |
| 2013-2014 | Ligue Europa               | Groupe G            | Dynamo Kiev                 | 2 - 2    | 1 - 3     | Troisième         |
| 2013-2014 | Ligue Europa               | Groupe G            | KRC Genk                    | 2 - 2    | 1 - 1     | Troisième         |
| 2013-2014 | Ligue Europa               | Groupe G            | FC Thoune                   | 2 - 1    | 0 - 1     | Troisième         |
| 2014-2015 | Ligue Europa               | Barrages Q          | HJK Helsinki                | 3 - 3    | 1 - 2     | 4 - 5             |
| 2015-2016 | Ligue des champions        | Troisième tour Q    | Ajax Amsterdam              | 2 - 2    | 3 - 2     | 5 - 4             |
| 2015-2016 | Ligue des champions        | Barrages Q          | Chakhtar Donetsk            | 0 - 1    | 2 - 2     | 2 - 3             |
| 2015-2016 | Ligue Europa               | Groupe E            | Villarreal CF               | 2 - 1    | 0 - 1     | Premier           |
| 2015-2016 | Ligue Europa               | Groupe E            | Viktoria Plzeň              | 3 - 2    | 2 - 1     | Premier           |
| 2015-2016 | Ligue Europa               | Groupe E            | FC Thoune                   | 2 - 1    | 1 - 0     | Premier           |
| 2015-2016 | Ligue Europa               | Seizièmes de finale | Valence CF                  | 0 - 4    | 0 - 6     | 0 - 10            |
| 2016-2017 | Ligue Europa               | Troisième tour Q    | Torpedo Jodzina             | 3 - 0    | 0 - 0     | 3 - 0             |
| 2016-2017 | Ligue Europa               | Barrages Q          | AS Trenčín                  | 0 - 2    | 4 - 0     | 4 - 2             |
| 2016-2017 | Ligue Europa               | Groupe F            | Athletic Bilbao             | 1 - 1    | 0 - 1     | Troisième         |
| 2016-2017 | Ligue Europa               | Groupe F            | KRC Genk                    | 3 - 2    | 0 - 1     | Troisième         |
| 2016-2017 | Ligue Europa               | Groupe F            | US Sassuolo                 | 1 - 1    | 2 - 2     | Troisième         |
| 2018-2019 | Ligue Europa               | Troisième tour Q    | Slovan Bratislava           | 4 - 0    | 1 - 2     | 5 - 2             |
| 2018-2019 | Ligue Europa               | Barrages Q          | Steaua Bucarest             | 3 - 1    | 1 - 2     | 4 - 3             |
| 2018-2019 | Ligue Europa               | Groupe G            | Villarreal CF               | 0 - 0    | 0 - 5     | Deuxième          |
| 2018-2019 | Ligue Europa               | Groupe G            | Spartak Moscou              | 2 - 0    | 2 - 1     | Deuxième          |
| 2018-2019 | Ligue Europa               | Groupe G            | Rangers FC                  | 1 - 0    | 1 - 3     | Deuxième          |
| 2018-2019 | Ligue Europa               | Seizièmes de finale | Inter Milan                 | 0 - 1    | 0 - 4     | 0 - 5             |
| 2020-2021 | Ligue des champions        | Deuxième tour Q     | Lokomotiva Zagreb           | N/A      | 1 - 0     | 1 - 0             |
| 2020-2021 | Ligue des champions        | Troisième tour Q    | KAA La Gantoise             | N/A      | 1 - 2     | 1 - 2             |
| 2020-2021 | Ligue Europa               | Groupe B            | Arsenal FC                  | 1 - 2    | 1 - 4     | Troisième         |
| 2020-2021 | Ligue Europa               | Groupe B            | Molde FK                    | 2 - 2    | 0 - 1     | Troisième         |
| 2020-2021 | Ligue Europa               | Groupe B            | Dundalk FC                  | 4 - 3    | 3 - 1     | Troisième         |
| 2021-2022 | Ligue des champions        | Deuxième tour Q     | Sparta Prague               | 2 - 1    | 0 - 2     | 2 - 3             |
| 2021-2022 | Ligue Europa               | Troisième tour Q    | Anórthosis Famagouste       | 3 - 0    | 1 - 2     | 4 - 2             |
| 2021-2022 | Ligue Europa               | Barrages Q          | Zorya Louhansk              | 3 - 0    | 3 - 2     | 6 - 2             |
| 2021-2022 | Ligue Europa               | Groupe H            | Dinamo Zagreb               | 2 - 1    | 1 - 3     | Troisième         |
| 2021-2022 | Ligue Europa               | Groupe H            | KRC Genk                    | 0 - 1    | 1 - 0     | Troisième         |
| 2021-2022 | Ligue Europa               | Groupe H            | West Ham United             | 0 - 2    | 0 - 2     | Troisième         |
| 2021-2022 | Ligue Europa Conférence    | Barrages            | Vitesse Arnhem              | 2 - 1    | 0 - 2     | 2 - 3             |
| 2022-2023 | Ligue Europa Conférence    | Deuxième tour Q     | Lechia Gdańsk               | 0 - 0    | 2 - 1     | 2 - 1             |
| 2022-2023 | Ligue Europa Conférence    | Troisième tour Q    | Neftchi Bakou               | 2 - 0 ap | 1 - 2     | 3 - 2             |
| 2022-2023 | Ligue Europa Conférence    | Barrages Q          | FC Vaduz                    | 0 - 1    | 1 - 1     | 1 - 2             |
| 2023-2024 | Ligue Europa Conférence    | Troisième tour Q    | Debreceni VSC               | 0 - 0    | 5 - 0     | 5 - 0             |
| 2023-2024 | Ligue Europa Conférence    | Barrages Q          | ACF Fiorentina              | 1 - 0    | 0 - 2     | 1 - 2             |
| 2024-2025 | Ligue Europa               | Deuxième tour Q     | Wisła Cracovie              | 6 - 1    | 2 - 1     | 8 - 2             |
| 2024-2025 | Ligue Europa               | Troisième tour Q    | Trabzonspor                 | 2 - 0    | 1 - 0     | 3 - 0             |
| 2024-2025 | Ligue Europa               | Barrages Q          | SC Braga                    | 2 - 2    | 1 - 2     | 3 - 4             |
| 2024-2025 | Ligue Conférence           | Phase de ligue      | İstanbul Başakşehir         | N/A      | 2 - 1     | 4e                |
| 2024-2025 | Ligue Conférence           | Phase de ligue      | FC Noah                     | 1 - 0    | N/A       | 4e                |
| 2024-2025 | Ligue Conférence           | Phase de ligue      | Petrocub Hîncești           | N/A      | 2 - 0     | 4e                |
| 2024-2025 | Ligue Conférence           | Phase de ligue      | Shamrock Rovers             | 1 - 1    | N/A       | 4e                |
| 2024-2025 | Ligue Conférence           | Phase de ligue      | Omónia Nicosie              | N/A      | 1 - 3     | 4e                |
| 2024-2025 | Ligue Conférence           | Phase de ligue      | FC Copenhague               | 3 - 0    | N/A       | 4e                |
| 2024-2025 | Ligue Conférence           | Huitièmes de finale | Borac Banja Luka            | 2 - 1 ap | 1 - 1     | 3 - 2             |
| 2024-2025 | Ligue Conférence           | Quarts de finale    | Djurgårdens IF              | 1 - 4 ap | 1 - 0     | 2 - 4             |
| 2025-2026 | Ligue Conférence           | Deuxième tour Q     | Dečić Tuzi                  | 4 - 2    | 2 - 0     | 6 - 2             |
| 2025-2026 | Ligue Conférence           | Troisième tour Q    | Dundee United               | 2 - 2    | 2 - 2 ap  | 4 - 4 (5 - 4 tab) |
| 2025-2026 | Ligue Conférence           | Barrages Q          | Győri ETO FC                | -        | -         | -                 |

1. ↑  Match d'appui disputé à Madrid.
2. ↑  Match d'appui disputé à Zurich.
3. ↑  Match d'appui disputé à Bâle.

## Bilan
| Compétition                | P  | M   | V   | N  | D   | BP  | BC  | Diff. |
| -------------------------- | -- | --- | --- | -- | --- | --- | --- | ----- |
| Ligue des champions (C1)   | 18 | 81  | 35  | 9  | 37  | 130 | 122 | +8    |
| Coupe des coupes (C2)      | 10 | 52  | 19  | 17 | 16  | 87  | 73  | +14   |
| Ligue Europa (C3)          | 28 | 164 | 66  | 28 | 70  | 237 | 236 | +1    |
| Ligue Conférence (C4)      | 5  | 26  | 13  | 7  | 6   | 39  | 27  | +12   |
| Coupe des villes de foires | 2  | 6   | 2   | 2  | 2   | 7   | 7   | 0     |
| Coupe Intertoto            | 1  | 4   | 2   | 1  | 1   | 6   | 3   | +3    |
| Total                      | 64 | 333 | 137 | 64 | 132 | 506 | 468 | +38   |